# Sclerochorton
Sclerochorton es un género de plantas  pertenecientes a la familia Apiaceae. Comprende 2 especies descritas.

## Taxonomía
El género fue descrito por Pierre Edmond Boissier y publicado en Flora Orientalis 2: 968. 1872. La especie tipo es: Sclerochorton haussknechtii Boiss.

## Algunas especies
A continuación se brinda un listado de las especies del género Sclerochorton descritas hasta julio de 2013, ordenadas alfabéticamente. Para cada una se indica el nombre binomial seguido del autor, abreviado según las convenciones y usos.
- Sclerochorton haussknechtii Boiss.
- Sclerochorton junceum Boiss.